# NRG Stadium
L'NRG Stadium, in precedenza noto come Reliant Stadium dal 2002 al 2014, è uno stadio polifunzionale situato nella città di Houston, in Texas, Stati Uniti. Viene usato principalmente per le partite casalinghe degli Houston Texans, squadra che milita nella National Football League (NFL). Annualmente si svolgono lo Houston Livestock Show and Rodeo e il Texas Bowl (partita valevole per il campionato universitario di football americano). Occasionalmente si svolgono concerti ed eventi di vario tipo quali incontri di wrestling e in passato ha ospitato partite di calcio della CONCACAF Gold Cup e della Copa América Centenario.
È stato il primo stadio della lega ad essere dotato di un tetto retrattile e il progetto venne realizzato dagli architetti del gruppo Populus. La costruzione iniziò nel marzo del 2000, nel settembre dello stesso anno il gruppo Reliant acquistò i diritti di denominazione e l'8 settembre 2002 l'impianto venne inaugurato.
Si giocarono qui due edizioni del Super Bowl. La prima il 1º febbraio 2004 (Super Bowl XXXVIII) tra i New England Patriots vittoriosi sui Carolina Panthers per 32 a 29 (edizione che stabilì il record come Super Bowl più seguito della storia con 144,4 milioni di telespettatori) e la seconda il 5 febbraio 2017 (Super Bowl LI) tra i New England Patriots vittoriosi sugli Atlanta Falcons per 34 a 28 (prima finale a concludersi nei tempi supplementari che consacrò Tom Brady come quarterback più vincente nella storia della NFL con 5 vittorie su 7 apparizioni, anch'esso un record).
Nella notte tra il 12 e il 13 settembre 2008, l'impianto fu danneggiato dall'uragano Ike costringendo gli Houston Texans a posticipare la prima partita casalinga dell'anno. Al di fuori dell'ambito sportivo si sono tenuti qui nel corso degli anni la 25ª edizione di Wrestlemania e concerti di Metallica, U2, Rolling Stones, One Direction e Beyoncé.

## Storia
Il gruppo Houston NFL Holdings approcciò Populous (allora HOK Sport) per iniziare il progetto schematico del primo stadio di football americano della NFL con tetto retrattile nel 1997. L'intenzione era quella di creare un nuovo stadio per sostituire l'Astrodome. L'edificio è stato ufficialmente completato nell'ottobre 2001. La costruzione fu completata in 30 mesi. Lo stadio ha aperto il 24 agosto 2002, con una partita di preseason tra i Miami Dolphins e gli Houston Texans che i Dolphins hanno vinto 24–3. L'8 settembre 2002 lo stadio ha ospitato la sua prima partita di football della NFL della stagione regolare tra i Dallas Cowboys e i Texans. Il primo rodeo si è tenuto nel febbraio 2003.

## Calcio
Nell'impianto si sono disputate partite di quattro edizioni della CONCACAF Gold Cup e dell'edizione del centenario della Copa América.

### CONCACAF Gold Cup
CONCACAF Gold Cup 2005
| Data           | Squadra #1 | Risultato        | Squadra #2 | Fase del torneo  | Spettatori |
| -------------- | ---------- | ---------------- | ---------- | ---------------- | ---------- |
| 11 luglio 2005 | Guatemala  | 1–1              | Sudafrica  | Quarti di finale | 45311      |
| 11 luglio 2005 | Messico    | 1–0              | Giamaica   | Quarti di finale | 45311      |
| 17 luglio 2005 | Messico    | 1–2              | Colombia   | Quarti di finale | 60050      |
| 17 luglio 2005 | Sudafrica  | 2–1 (3–5 d.c.r.) | Panama     | Quarti di finale | 60050      |

CONCACAF Gold Cup 2007
| Data           | Squadra #1 | Risultato    | Squadra #2 | Fase del torneo  | Spettatori |
| -------------- | ---------- | ------------ | ---------- | ---------------- | ---------- |
| 13 giugno 2007 | Cuba       | 0–5          | Honduras   | Gruppo C         | 68417      |
| 13 giugno 2007 | Messico    | 1–0          | Panama     | Gruppo C         | 68417      |
| 17 giugno 2007 | Messico    | 1–0 (d.t.s.) | Costa Rica | Quarti di finale | 70092      |
| 17 giugno 2007 | Honduras   | 1–2          | Guadalupa  | Quarti di finale | 70092      |

CONCACAF Gold 2009
| Data          | Squadra #1 | Risultato | Squadra #2 | Fase del torneo | Spettatori |
| ------------- | ---------- | --------- | ---------- | --------------- | ---------- |
| 9 luglio 2009 | Guadalupa  | 2–0       | Nicaragua  | Gruppo C        | 47713      |
| 9 luglio 2009 | Messico    | 1–1       | Panama     | Gruppo C        | 47713      |

CONCACAF Gold Cup 2011
| Data           | Squadra #1  | Risultato    | Squadra #2 | Fase del torneo | Spettatori |
| -------------- | ----------- | ------------ | ---------- | --------------- | ---------- |
| 22 giugno 2011 | Stati Uniti | 1–0          | Panama     | Semifinale      | 70627      |
| 22 giugno 2011 | Honduras    | 0–2 (d.t.s.) | Messico    | Semifinale      | 70627      |

### Copa América Centenario
Nel 2016 è stato scelto tra gli stadi che ospitano la Copa América.
| Data           | Ora (UTC-7) | Squadra #1  | Risultato | Squadra #2 | Fase del torneo | Spettatori |
| -------------- | ----------- | ----------- | --------- | ---------- | --------------- | ---------- |
| 11 giugno 2016 | 20:00       | Colombia    | 2 - 3     | Costa Rica | Gruppo A        | 45 808     |
| 13 giugno 2016 | 19:00       | Messico     | 1 - 1     | Venezuela  | Gruppo C        | 63 319     |
| 21 giugno 2016 | 20:00       | Stati Uniti | 0 - 4     | Argentina  | Semifinale      | 70 858     |